# Lipinki (województwo zachodniopomorskie)
Lipinki (niem. Johannenfelde) – osada w Polsce położona w województwie zachodniopomorskim, w powiecie drawskim, w gminie Kalisz Pomorski. 
W latach 1975–1998 miejscowość administracyjnie należała do województwa koszalińskiego. W roku 2007 osada liczyła 2 mieszkańców. 